# Robert I de Clarmont
Robert I de Clarmont apareix citat com a vescomte d'Alvèrnia en una donació que va fer el comte d'Alvèrnia, Acfred al monestir de Sauxillanges el 927, i altre cop a la fundació del monestir de Chanteuge el 936, amb el duc d'Aquitània i comte d'Alvèrnia Ramon III de Tolosa, dit Ponç. Va morir probablement vers el 962.
Era fill del vescomte Armand de Clarmont i pare de Robert II vescomte d'Alvèrnia, i d'Esteve, bisbe de Clarmont d'Alvèrnia.